# Paracnemis alluaudi
Paracnemis alluaudi là loài chuồn chuồn trong họ Platycnemididae. Loài này được Martin mô tả khoa học đầu tiên năm 1903.